# 西秋元喜
西秋 元喜（にしあき げんき、1967年7月10日 - ）は、俳優、タレント。元お笑い芸人。テイクワン・オフィス所属。

## 経歴
東京都立九段高等学校卒業。大学在学中に渡辺正行主宰の「劇団七曜日」に参加。お笑いコンビを結成して芸人として活動したのち、俳優として舞台などで活動する。芸人時代には日村勇紀や設楽統らと4人組のグループを結成するも、日村と設楽は脱退しバナナマンを結成している。

## 主な出演作

### テレビ
- 関口宏の東京フレンドパークII（TBSテレビ。前説も担当）
- 関口宏の東京フレンドパーク ドラマ大集合SP!!（前説とデモンストレーションを担当）
- 新春東京ツアー どえりゃあ婆ちゃん探偵団〜湯けむりパラダイスの怪事件〜（東海テレビ）阿部友夫 役

### ラジオ
- 高田純次 日曜テキトォールノ（文化放送）

### 舞台
- あかの他人プロデュース
  1. 「グッドモーニン」（2003年8月27日 - 31日、大塚萬スタジオ）
  2. 「デリシャス」（2004年8月26日 - 29日、大塚萬スタジオ）
- 西秋元喜GENKIプロデュース（vol.4からは『GENKIプロデュース』）
  1. 「トナカイブルース」（脚本・演出:菅野臣太朗、2009年12月1日 - 6日、笹塚ファクトリー）
  2. 「00ルパン」（2010年6月16日 - 20日、シアターグリーン BIG TREE THEATER）
  3. 「彼女、借ります。」（2011年1月25日 - 30日、笹塚ファクトリー、脚本・演出：菅野臣太朗）
  4. 「ジャンケンポン」（2011年10月5日 - 16日、シアターグリーン BASE THEATER）
  5. 「スイートメモリーズ」（2012年2月21日 - 26日、笹塚ファクトリー）
- S×Sプロデュース 第5回公演「SHUFFLE」（2010年8月19日 - 22日、シアターサンモール）